# Rosa Mendesová

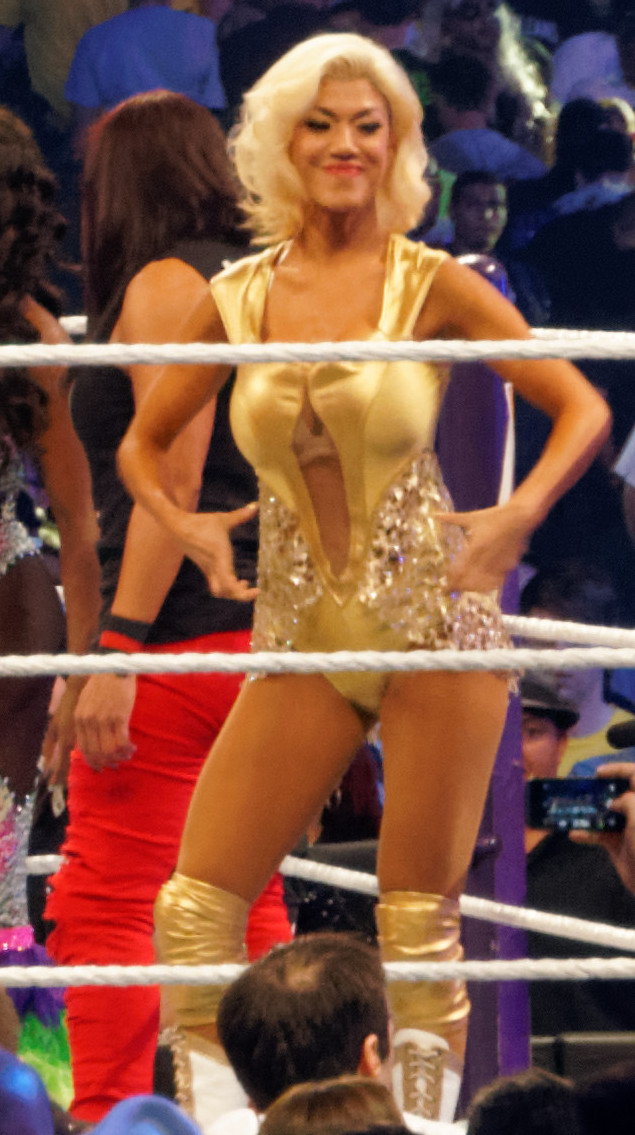
Rosa Mendes na Wrestlemanii 30 v roce 2014

Milena Leticie Roucka (* 25. října 1979, Vancouver) je kanadská bývalá profesionální wrestlerka, manažerka a bývalá modelka česko-kostarického původu. Je známá pro své působení ve společnosti World Wrestling Entertainment, kde vystupoval jako Rosa Mendesová. Studovala obchodní univerzitu v Britské Kolumbii, ale poté odešla, aby se věnovala modelingové kariéře. Vyhrála několik soutěží včetně Piel Dorada v roce 2004. Také vystupovala v několika reklamách.

## Život a kariéra

### Začátek kariéry
V polovině roku 2006 se účastnila soutěže Diva Search. I přes to, že skončila čtvrtá, byla najata WWE a začala trénovat v Ohio Valley Wrestling (OVW) pod jménem Roucka. Dne 19. září 2007 se stala OVW Women's šampionkou a držela si titul po dobu pěti měsíců, tedy do 20. února 2008. Příští měsíc byla Roucka přesunuta do Florida Championship Wrestling (FCW), dalšího tréninkového střediska WWE.

### Přesunutí do hlavního rosteru
V listopadu 2008 se začala objevovat v Raw, kde se spojila s Beth Phoenix a Santinem Marellou. Následující říjen byla přesunuta do ECW a začala mít vztah se Zackem Ryderem, který se popsal jako její velký obdivovatel (pouze v rámci příběhu). Potom se stala jeho manažerkou. Pár se vrátil do Raw v únoru 2010 a Mendes byla v dubnu přesunuta do SmackDownu. V listopadu Mendesová získala titul královny FCW a držela jej až do února 2011. Po přesunu do Smackdownu měla feud s Laycool. Chtěla se stát součástí jejich týmu, ale poté, co se ji vysmály a odmítly ji, se Rosa stala face a měla proti nim několik zápasů. Rosa 25. 2. 2011 v show Smackdown porazila Laylu.

### Manažerka

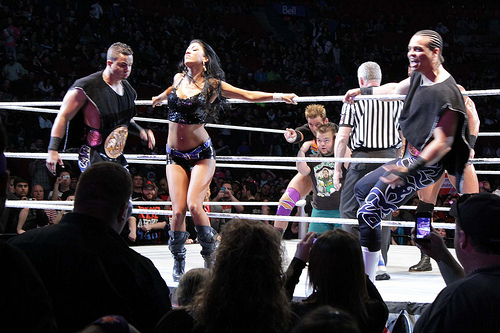
Rosa Mendes jako manažerka Prima a Epica

Ke konci roku 2011 se začala objevovat u tag teamu Primo a Epico. Manažerkou teamu Primo a Epico byla po dobu dvou let. Úspěšně je 15. ledna 2012 dovedla k zisku tag team titulů. Tato trojice se několikrát utkala s týmem Natalya, Hornswoggle a The Great Khali, nebo také s Cameron, Naomi, Brodus Clayem a Tensai. V dubnu 2013 byla stažena z televizních obrazovek, aby si vyřešila své osobní problémy. Po dvou měsících se vrátila zpět. Objevila se 25. července v epizodě NXT, kde ale nezápasila.

### Total Divas
V srpnu 2013 se objevila jako face po boku The Miz. Poté se 7. října vrátila jako heel, kde byla v týmu s Alicia Fox a Aksana proti Total divas (Natalya, Jojo, Eva Marie). Tento zápas prohráli. Poté měla feud s Total divas. Feud vyvrcholil 24. listopadu 2013 v rámci show Survivor Series 2013. Šlo o zápas Total divas (Natalya, Eva Marie, JoJo, Cameron, Naomi, Brie Bella, Nikki Bella) vs True divas (Rosa Mendes, Alicia Fox, Tamina Snuka, AJ Lee, Summer Rae, Kaitlyn, Aksana). Rosa v zápasu eliminovala Cameron, ale její tým prohrál zápas celkově. Následující noc v show RAW se uskutečnil opět stejný zápas, který její tým opět prohrál. V první show Main Event 2014 tvořila tým s Alicia Fox proti Cameron a Naomi. Zápas prohrály. Dne 24.3. 2014 Vickie Guerrero v show RAW oznámila pro Wrestlemanii 30 velký zápas o divas titul. Mezi 14 oznámenými divas byla i Rosa. Na Wrestlemanii 30, ale titul nezískala. Bylo potvrzeno, že od 7. září 2014 bude Rosa Mendes novou účastnicí třetí série reality show Total Divas.
Rosa se na obrazovky po delší pauze vrátila 23. června 2014 po boku Stephanie McMahon, kde měla společně s Laylou a Aliciou Fox pomoci eliminovat Vickie Guerrero. Dne 8. července 2014 se objevila na show Main Event spolu s ostatními Total Divas v handicap zápase proti Nikki Belle, který vyhrály. V show Superstars se 17. července utkala proti Naomi, zápas ale prohrála. Poté se objevila po boku Stephanie McMahon v show Raw 21. července 2014, kde společně s Aliciou Fox, Cameron a Evou Marie porazily Nikki Bellu v handicap zápase. Dne 1. 2014 srpna v show Smackdown se utkala v zápase s AJ Lee, který prohrála. Rosa se 2. září 2014 objevila jako face v show Main Event, kde v týmu s Natalyí prohráli proti Layle a Summer Rae. Natalya se stala mentorem Rosy, která ji pomáhala začlenit se zpět do WWE po jejím pobytu v odvykacím centru. Společně v týmu spolu dále svedly několik zápasů.

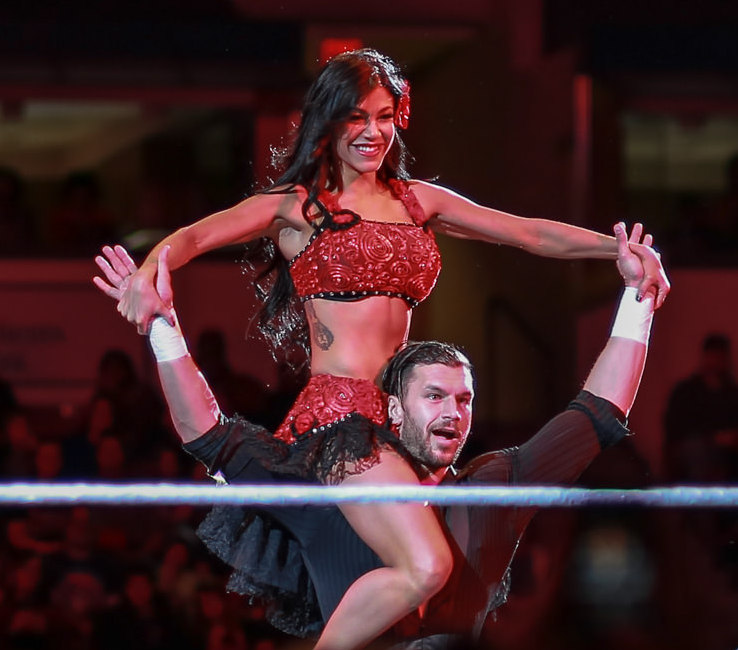
Rosa Mendes jako Fandangova tanečnice

Rosa se na obrazovky vrátila 23. listopadu jako Fandangova nová tanečnice a společně debutovali s novým theme songem a salsa gimmickem. Rosa Fandanga doprovázela po jeho boku až do 13. dubna 2015, kdy se s ní Fandango rozešel. Hned poté se stala manažerkou Adama Rose a vytvořili spolu milenecký pár. V květnu 2015 bylo potvrzeno, že Rosa Mendes a Cameron nebudou dále součástí show Total Divas.

### Modelingová a herecká kariéra
V roce 2004 vyhrála soutěž "Piel Dorada" což je jedna z největších jihoamerických soutěží krásy. Následující rok vyhrála "Hawaiian Tropic's Ms. Indy 500" na Havaji. Také si zahrála roli Isabel Díaz ve snímku "Most Wanted".

## Osobní život
Milena je české a kostarické národnosti. Její otec Jiří Roučka je Čech a matka Elisa Gonzalez pochází z Kostariky. Má mladší sestru Chantal. Vyrůstala ve Vancouveru. Je vyškolená v kickboxu, Muay Thai a brazilském jiu-jitsu. O Trish Stratus říká, že je to její inspirace. 2. září 2009 řekl wrestler Dave Batista, že s Rosou chodil[zdroj?]. Od ledna 2013 Milena začala pracovat na projektu MUSCLEMANIA a stále dosahuje úspěšných výsledků. V únoru 2016 se jí narodila dcera. 

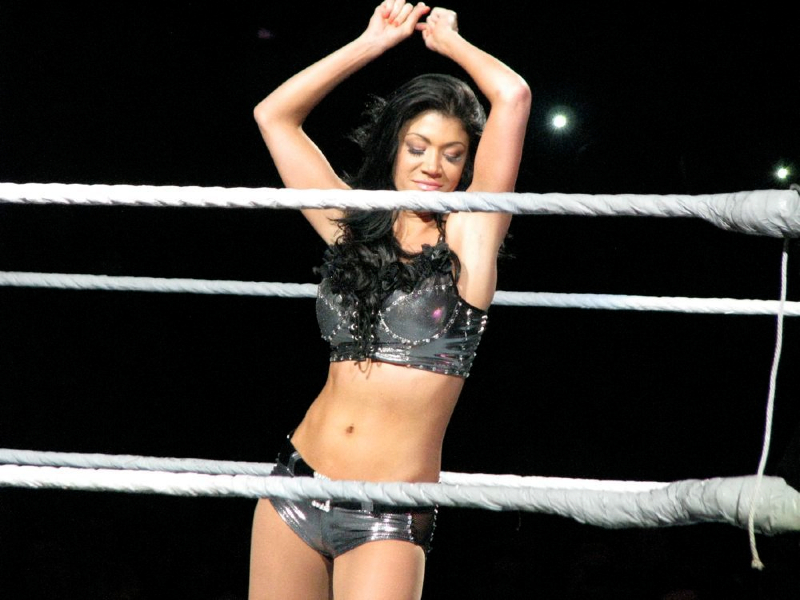
Rosa Mendes na house show v Austrálii 2012

## Ve wrestlingu
- Zakončovací chvaty

1) Hell Makeover (Swinging Neckbreaker)
2) Peligrosa (Spinning Side Slam)
- Chvaty

1. Sidewalk Slam
2. Cross-armed Surfboard
3. Cross-armed Camel Clutch
4. Snap Suplex
5. Low Dropkick
6. Flying Clothesline
7. Multiple Facebusters
8. Hair-pull Whip
9. Mat Slam
10. Thesz Press
11. Snapmare a Shoot Kick
Jako manažerka

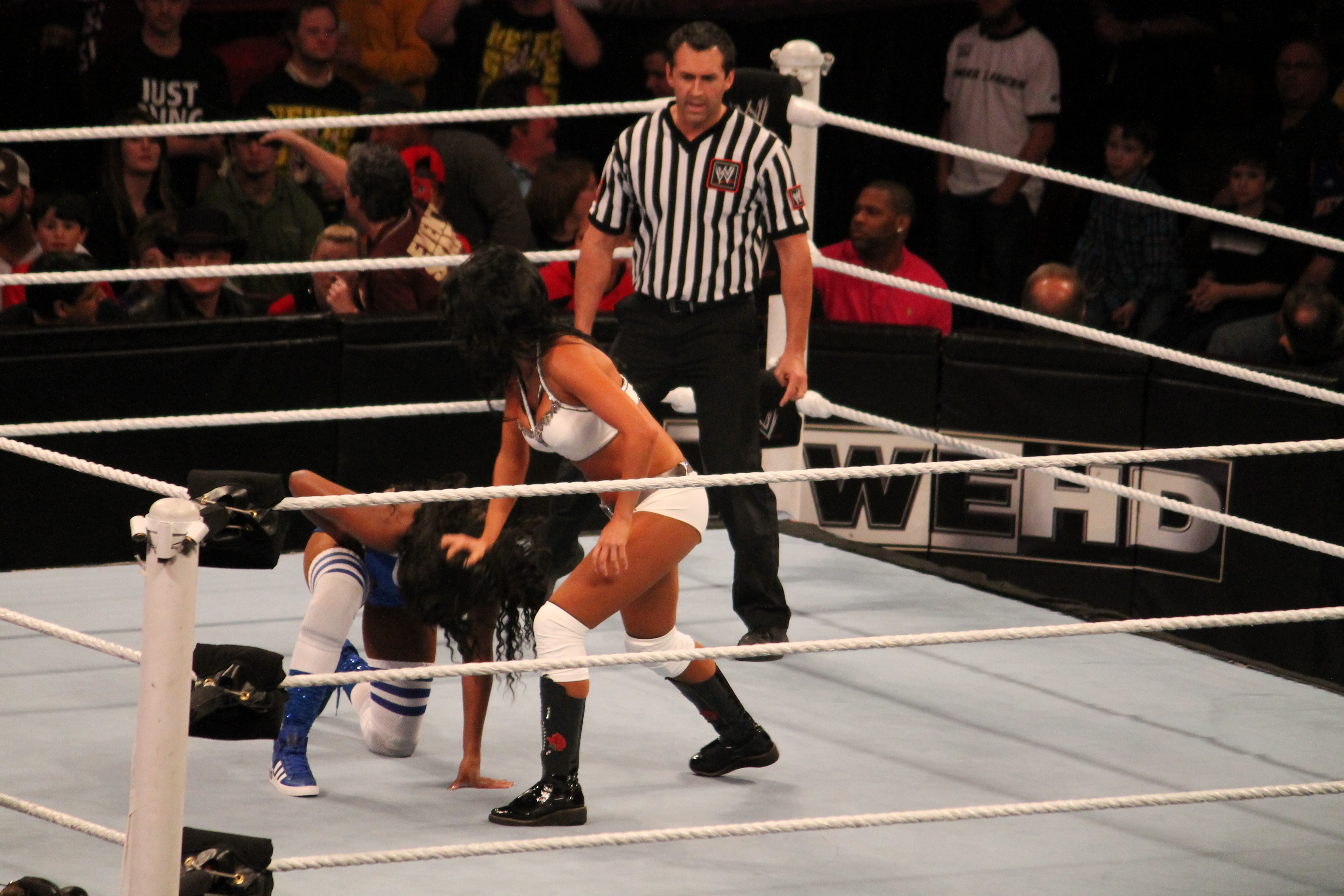
Rosa Mendes vs Naomi

1. Bad Company (Mike Kruel, Shawn Osborne, and Eddie Craven)
2. Jay Bradley
3. Brad Allen
4. Glamarella (Beth Phoenix a Santino Marella)
5. Carlito
6. Zack Ryder
7. Alicia Fox
8. Tamina
9. Epico
10. Primo
11. Natalya
12. Fandango
13. Adam Rose

- Theme song

1. "Feelin Me" od Kynady Lee (FCW)
2. "Excess All Areas" od Jima Johnstona (2009 až do 2013)
3. "Barcore" od Jack Elliot (WWE; 17. listopadu 2011 -26. prosinec 2012 při manažýrování Primo & Epico)
4. "Enchanted Isle" od Jima Johnstona (26. prosinec 2012 – 19. duben 2013 při manažírovaní Primo & Epico)
5. ''Peligrosa'' od Jima Johnstona (2014 až do současnosti)
6. "Peña Flamenca" od Jima Johnston[127] (23. listopadu 2014 – 13. duben 2015)